# Pareuplexia spectabilis
Pareuplexia spectabilis là một loài bướm đêm trong họ Noctuidae.